# Miriam Carrillo Barragán
Miriam Carrillo Barragán (Chiautempan, Tlaxcala) es una astrónoma, museóloga y divulgadora mexicana. Es la creadora de la Semana de la Luna y de la iniciativa Tejedoras de Maíz, Estrellas y Palabras y ha participado en diversos programas de la NASA para la educación STEM. 

## Biografía
Cuando estaba en secundaria las clases de física, química y matemáticas contribuyeron en su interés por la astronomía, aunado a que recibió un telescopio como regalo en esa época, lo que le permitió comenzar a admirar el cielo nocturno.

## Trayectoria académica
Inicipó su formación académica en la Facultad de Ciencias a partir de su interés en la investigación en física de partículas y astronomía; ahí se afilió al programa de Jóvenes a la Investigación, a través del cual pudo hacer una estancia de investigación en Ensenada en el Observatorio Astronómico Nacional San Pedro Mártir.
Aún como estudiante se desempeñó en temas vinculados con historia de la física, partículas elementales y física nuclear, se enroló como becaria en el Museo de las Ciencias Universum y colaboró en la Academia Mexicana de las Ciencias en Morelia durante un verano de investigación científica, donde aprendió sobre radioastronomía al medir los movimientos de un pulsar para saber si este estaba asociado a una nebulosa que está próxima a ella. Posteriormente inició con la docencia y se involucró en el estudio de las altas energías, ya que era un campo aún no explorado por científicos mexicanos. 
Durante el desarrollo de su tesis sobre destellos de rayos gamma viajó a Estados Unidos para ingresar al Centro de Vuelo Espacial Goddard de la NASA en el departamento de altas energías, donde colaboró en la misión Compton para utlizar el dector que le permitió ver la naturaleza de los destellos de rayos gamma para identificar si se trataba de colisiones de estrellas masivas o agujeros negros.

## Trayectoria profesional
Ha coordinado el Departamento de Fomento del Conocimiento en la Rectoría General de la Universidad Autónoma Metropolitana, donde compartió su labor científica, generó proyectos y eventos informativos con impacto social. En el Museo Universum de la UNAM ha organizado campamentos, noches de observación, música y estrellas.
También ocupó el cargo de subdirectora de Vocaciones Científicas en el CONACYT, desde donde impulsó programas para el fomento de las vocaciones científicas, las olimpiadas y ferias de ciencias en la niñez y juventud mexicana, a la vez que promovió apoyos para mujeres indígenas y personas con discapacidad.

## Divulgación de la ciencia
Cursó el posgrado de Museología en la Escuela Nacional de Conservación, Restauración y Museografía del INAH y el diplomado en Divulgación de la Ciencia de la Dirección General de Divulgación de la Ciencia de la UNAM; volvió a la NASA para cursar un taller de ciencia lunar para divulgadores, por el que fue la única mexicana seleccionada para conocer una misión lunar de la NASA, lo que le llevó a generar la Semana de la Luna de Universum.
En 2015 la Embajada de Estados Unidos la seleccionó para participar en el intercambio internacional del International Visitor Leadership Program enfocado en la educación STEM, donde participó con personas de otros 14 países del mundo y partició en un campamento espacial en Alabama en un centro de la NASA junto con otros 100 educadores de todo el mundo para tener una experiencia como astronauta.
 

Con respecto al tema de la divulgación de la ciencia, Miriam indica que su objetivo es: 
...motivar a más niñas y mujeres para estudiar o dedicarse a la ciencia. 

## Tejedoras de Maíz, Estrellas y Palabras
Ha co-creado con otras mujeres científicas, la iniciativa nombrada Tejedoras de Maíz, Estrellas y Palabras, con origen en Tlaxcala, la cual buscan que se extienda al territorio nacional, y a través de la cual buscan :  
...un espacio que busca crear redes de apoyo, colaboración, sororidad, solidaridad y amistad, además de generar diálogos, reflexiones e incidencias en temas prioritarios para el estado de Tlaxcala. 
Esta iniciativa surgió de manera ciudadana, se impulsó gracias a la astrónoma Miriam Carrillo; alumnas del Departamento de Estado de Estados Unidos; Coral Avila Casco, activista por los derechos humanos de mujeres y niñas y con la colaboración de la Dra. Margarita Martínez Gómez, Secretaria de Investigación Científica y Posgrado de la Universidad Autónoma de Tlaxcala.